# Erythroxylum deciduum
Erythroxylum deciduum é uma planta pertencente à família Erythroxylaceae comumente encontrada no sul do Brasil. O seu nome comum é cocão.